# Tomasz (biskup koptyjski)
Tomasz (ur. 8 listopada 1957 w Kairze) – duchowny Koptyjskiego Kościoła Ortodoksyjnego, od 1988 biskup Al-Kusijja.

## Życiorys
31 marca 1985 złożył śluby zakonne. Święcenia kapłańskie przyjął 19 listopada 1987. Sakrę biskupią otrzymał 13 listopada 1988.